# Harold Portalis
 (janvier 2024).
Pour les autres membres de la famille, voir Famille Portalis.
Charles Guillaume Harold Portalis, né le 23 octobre 1841 à Vesoul et mort le 11 avril 1917 à Orléans, est un homme politique français. 
Membre de la famille Portalis, il est maire d'Orléans de 1898 à 1905[source insuffisante],.

## Biographie
Fils du baron Jean-Baptiste Harold Portalis (1810-1899), Harold Portalis est né au 35, rue Saint-Georges à Vesoul. Son frère Édouard Portalis est patron de presse.